# Ходырев, Валентин Васильевич
Валенти́н Васи́льевич Хо́дырев (5 сентября 1923, Бахчисарайский район — 26 марта 1944, Николаев) — старший матрос, пулемётчик 384-го отдельного батальона морской пехоты Черноморского флота. Герой Советского Союза (1945).

## Биография
Родился 5 сентября 1923 года в селе Биюк-Сюрень Крымской АССР (ныне село Танковое Бахчисарайского района Крыма).
Русский.
Окончил среднюю школу в городе Севастополе.
Член ВЛКСМ.
В первые дни Великой Отечественной войны Ходырев вступил в батальон народного ополчения, участвовал в строительстве укреплений.
В 1941 году был призван в Военно-Морской Флот. Приняв присягу, получил направление в отделение зенитчиков. После окончания школы учебного отряда В. Ходырева направили на эсминец «Сообразительный» на должность зенитного комендора.
Участвовал в обороне Севастополя. Добровольцем вступил в формирующуюся бригаду морской пехоты и после месячного обучения в августе 1942 года прибыл на Северо-Западный фронт.
Под городом Старая Русса Новгородской области в одной из атак был ранен. Из медсанбата Ходырева отправили в город Киров в военно-морской госпиталь. После выздоровления Ходырев вернулся в бригаду морской пехоты. Воевал на Северо-Западном и Волховском фронтах, пока второе ранение не привело его опять на госпитальную койку.
После лечения, в октябре 1943 года, старший матрос Валентин Ходырев был зачислен в 384-й отдельный батальон морской пехоты, в составе которого активно участвовал в боях с гитлеровцами на Черноморском побережье.
В конце марта 1944 года десантный отряд, состоящий из 55 добровольцев-десантников 384-го отдельного батальона морской пехоты, среди которых был и Ходырев, под командованием старшего лейтенанта К. Ф. Ольшанского, был направлен в порт города Николаева. Двое суток отряд вёл бои, отбив 18 атак противника, уничтожив при этом до 700 солдат и офицеров противника. Десантники выполнили боевую задачу, но большинство из них погибло.
В этом бою Валентин Ходырев погиб 26 марта 1944 года в Николаеве, бросившись под фашистский танк с гранатами.
Похоронен в братской могиле в городе Николаев в сквере 68 десантников.

## Память

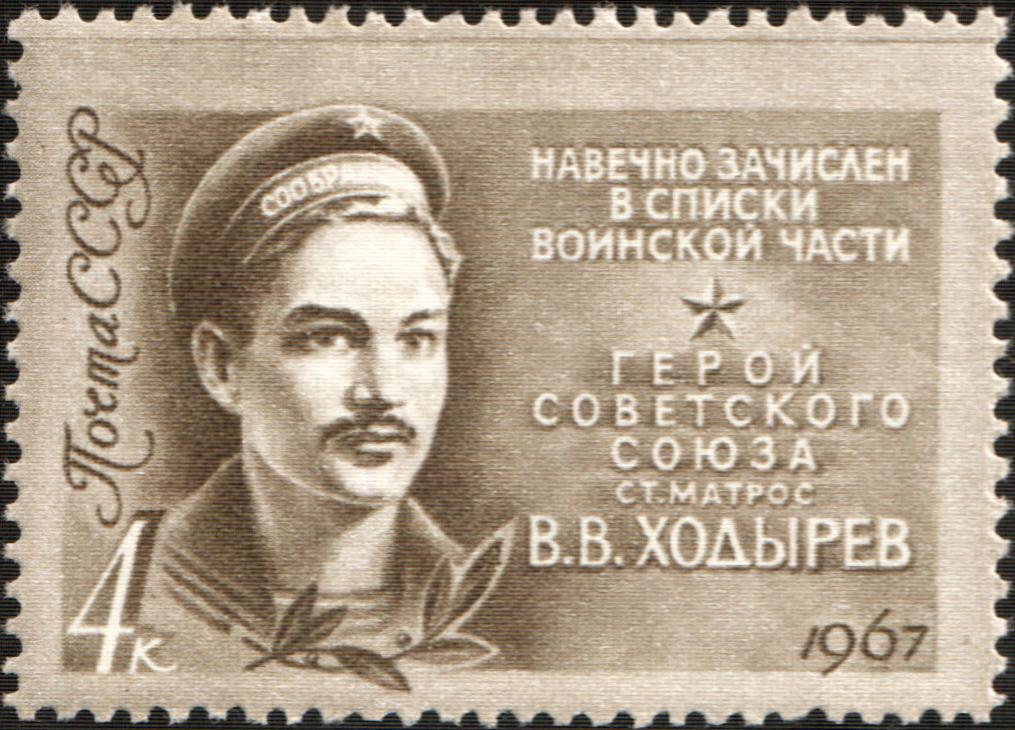
Почтовая марка СССР, 1967 год

- Приказом министра обороны СССР краснофлотец Валентин Васильевич Ходырев навечно зачислен в списки 1-го отделения зенитной батареи гвардейского большого противолодочного корабля «Сообразительный»[1].
- Приказом Главнокомандующего ВМФ России № 64 от 1 марта 2012 года навечно зачислен в списки экипажа гвардейского корвета «Сообразительный»[3].
- Именем Валентина Васильевича Ходырева названа средняя общеобразовательная школа № 44 города Севастополя.
- Имя Героя находится на Доске памяти в Музее Черноморского флота в Севастополе.
- В 1967 году была выпущена почтовая марка СССР, посвященная Ходыреву.

## Награды
- Указом Президиума Верховного Совета СССР от 20 апреля 1945 года «за образцовое выполнение боевых заданий командования на фронте борьбы с немецкими захватчиками и проявленные при этом отвагу и геройство» старшему матросу Валентину Васильевичу Ходыреву посмертно было присвоено звание Героя Советского Союза.
- Награждён орденом Ленина.